# فيلسوف
المُفَلْسِف(1) أو الفَيْلَسُوف(2) هو الشخص الذي يمارس الفلسفة التي تنطوي عليها التساؤلات العقلانية في دوائر خارجة عن العلم والعقائد اللاهوتية الدوغمائية.
بالمعنى التقليدي، كان يعد الفيلسوف شخصاً عاش وفقاً لطريقة معينة في الحياة، مع التركيز على حل الأسئلة الوجودية عن حالة الإنسان، وليس شخصاً يناقش أو يتحدث عن نظريات أو يعلق على الكتَاب. عادةً، هذا النوع من الفلسفة يعد هلنستي (فلسفة هلنستية).
بالمعنى الحديث، الفيلسوف هو المثقف الذي ساهم في واحد أو أكثر من فرع في الفلسفة، مثل علم المحاسن أو الجماليات، والأخلاق، ونظريات المعرفة، والمنطق، والميتافيزيقيا، والنظريات الاجتماعية، والفلسفة السياسية. أيضاً قد يكون الفيلسوف واحداً من الذين ساهموا في العلوم الإنسانية أو العلوم الطبيعية الأخرى التي انفصلت عن الفلسفة على نحو سليم على مر القرون، مثل الفنون، والتاريخ، والاقتصاد، وعلم الاجتماع، وعلم النفس، واللسانيات، وعلم الإنسان، واللاهوت، والسياسة.

## التطورات
وفقاً لمؤرخ الفلسفة بيير هادوت، تطور المفهوم الحديث للفيلسوف والفلسفة على ثلاث مراحل وتغييرات:
- الأول هو الميل الطبيعي للعقل الفلسفي والفلسفة هي الانضباط المغري الذي يمكن أن يحمل الفرد بعيداً وبسهولة إلى تحليل الكون وتجريد النظريات.[9]
- الثاني هو التغير التاريخي خلال العصور الوسطى. مع ظهور المسيحية، اعتمد المنهج الفلسفي للحياة على اللاهوت. وهكذا، تم تقسيم الفلسفة بين أسلوب الحياة وبين المواد النظرية والمنطقية والميتافيزيقية. فكانت الفلسفة خادماً للاهوت.[10]
- الثالث هو الحاجة الاجتماعية مع تطور الجامعة. الجامعة تتطلب متخصصين للتدريس. والحفاظ على الجامعة يتطلب تعليم الطلاب ليكونوا متخصصين في المستقبل ويحلوا محل هيئة التدريس الحالية. لذلك، فإن الانضباط يتحلل إلى لغة فنية محفوظة للمتخصصين، متحاشية تماماً المفهوم الأصلي لأسلوب الحياة.

## التاريخ

### اليونان القديمة وروما
بدأ الفصل بين الفلسفة والعلم من اللاهوت في اليونان خلال القرن السادس قبل الميلاد. اعتبر أرسطو عالم الفلك والرياضيات طاليس أول فيلسوف يوناني. وكان ماركوس أوريليوس من بين آخر الفلاسفة، والذي يعد فيلسوف بالمعنى الحديث، بالرغم من أنه رفض شخصياً أن يطلق على نفسه هذا اللقب، لأن من واجبه العيش كإمبراطور.

### القرون الوسطى
في القرن الرابع، بدأ مصطلح الفيلسوف يرتبط بالرهبانية في أوروبا المسيحية. على سبيل المثال، وصف القديس غريغوريوس أسقف نيصص موقف أخته مع أمه عندما أقنعتها بأن تهجر ملهيات الحياة المادية من أجل حياة فلسفية. في وقت لاحق من العصور الوسطى، تمت تسمية الأشخاص الذين يعملون في الخيمياء بالفلاسفة، لذلك يوجد هناك مصطلح يسمى بـ حجر الفلاسفة.

### أوائل العصر الحديث
لازال هناك الكثير من الفلاسفة الذين يتبعون المعنى الكلاسيكي للفلسفة من خلال اعتبار فلسفتهم وسيلة للحياة. ومن بين أبرزهم رينيه ديكارت، وباروخ سبينوزا، ونيكولاس مالبرانش، وغوتفريد فيلهلم لايبتنز. مع صعود وتطور الجامعة أصبح المفهوم الحديث للفلسفة أكثر بروزاً. فالعديد من فلاسفة القرن الثامن عشر وما بعده حضروا ودرَسوا وطورا أعمالهم في الجامعة. ومن هؤلاء الفلاسفة على سبيل المثال لا الحصر إيمانويل كانط، ويوهان غوتليب فيشت، وفريدريش فيلهلم جوزيف شيلينغ، وجورج فيلهلم فريدريش هيغل. من بعد هؤلاء، أصبح المفهوم الكلاسيكي على حافة الموت إلى أن أحيوه آرثر شوبنهاور وفريدريش نيتشه. آخر فيلسوف لم يتبع نظام أكاديمي صارم وأرثوذكسي هو لودفيغ فيتجنشتاين.

### الأكاديمية الحديثة
في العصر الحديث، الذين يبلغون درجة متقدمة في الفلسفة غالباً ما يختارون البقاء في وظائف داخل النظام التعليمي. أما في خارج الأوساط الأكاديمية، قد يوظف الفلاسفة كتاباتهم ومهاراتهم العقلانية في مهن أخرى كالأخلاقيات، وعلم الأحياء، والأعمال التجارية، والنشر، والعمل الحر، والإعلام، والقانون.